# San Miguel Totolcingo
San Miguel Totolcingo es uno de los doce pueblos que forman parte del municipio de Acolman.Abarca las colonias Radiofaro, Los Ángeles, Totolcingo, Santa Cruz, Guadalupe y Potrero. Colinda con el municipio de Ecatepec de Morelos, Tezoyuca y el poblado de Tepexpan de Acolman. 
La palabra Totolcingo es de origen nahuatl y se traduce como lugar donde yace el guajolote.

## Fauna
Podemos encontrar animales como: conejo, ratón de campo, ardillas, tlacuache, zorrillo, tuza, camaleón, lagartija, sapo, grillo, gorriones, vaca, burro, conejo, rana, mula, canarios, catorros, caballo, colibrí, liebre, serpiente, guajolotes, búhos. 

## Flora
Flora Silvestre: epazote, verdolaga, quintonil, nopal, maguey y alfalfa.